# Madura (Western Australia)
Madura ist eine kleine Siedlung am Eyre Highway in Western Australia in der Nullarbor-Wüste und liegt 1253 Kilometer von Perth und 529 Kilometer von Norseman entfernt.
Madura wurde 1876 zur Pferdezucht durch die British Indian Army gegründet, die die nordwestliche Grenze Indiens bewachte, die heute Pakistans nordwestliche Grenze bildet. Die Pferde wurden von Eucla, dem einzigen Zugang zur See in der Großen Australischen Bucht, aus verschifft. 
In der Siedlung befindet sich eine Tankstelle, die 24 Stunden geöffnet hat, ein Motel und ein Caravanpark, ein Restaurant und eine Bar. Zwei Kilometer westlich des Ortes befindet sich der Madura Pass, eine von zwei Erhöhungen an der Bucht überhaupt, von der aus die 200 Kilometer lange große Bucht überblickt werden kann.